# نیکیتا ویتیوگف
نیکیتا کیریلویچ ویتیوگف (روسی: Никита Кириллович Витюгов؛ زادهٔ ۴ فوریهٔ ۱۹۸۷) استادبزرگ شطرنج اهل روسیه است.